# Шаплен
Шаплен (фр. Chapelaine) насеље је и општина у североисточној Француској у региону Шампањ-Арден, у департману Марна која припада префектури Витри ле Франсоа.
По подацима из 2011. године у општини је живело 54 становника, а густина насељености је износила 5,88 становника/km². Општина се простире на површини од 9,19 km². Налази се на средњој надморској висини од 140 метара.

## Демографија
| 1962. | 1968. | 1975. | 1982. | 1990. | 1999. | 2011. |
| ----- | ----- | ----- | ----- | ----- | ----- | ----- |
| 65    | 66    | 48    | 49    | 35    | 37    | 54    |

График промене броја становника у току последњих година